# Onthophagus cludtsi
Onthophagus cludtsi är en skalbaggsart som beskrevs av Teruo Ochi 2003. Onthophagus cludtsi ingår i släktet Onthophagus och familjen bladhorningar. Inga underarter finns listade i Catalogue of Life.